# Vladimir Tendriakov
Vladimir Fiodorovitch Tendriakov (en russe : Влади́мир Фёдорович Тендряко́в), né le 5 décembre 1923 dans le Gouvernement de Vologda et mort le 3 août 1983 à Moscou, est un écrivain de terroir soviétique de tendance réalisme socialiste,. Il a également écrit plusieurs scénarios principalement basés sur ses propres livres. Membre de l'Union des écrivains soviétiques.

## Biographie
Vladimir Tendriakov naît le 5 décembre 1923 à Makarovskaya (actuellement l'agglomération rurale Chelotskoïe du district de Verkhovajski de la région de Vologda), fils de Vladimir et Tatyana Tendriakov. Son père est juge et deviendra plus tard procureur. Il avait adhéré au parti bolchévique en 1918 et donne à son fils le prénom Vladimir en l'honneur de Lénine. En 1938, la famille Tendryakov s'installe dans l'oblast de Kirov, dans le village de Podossinovets. Le père au début de la guerre, est mobilisé dans l'armée, il disparaît sur le front.
En décembre 1941, Tendriakov est enrôlé dans l'Armée rouge et envoyé à l'école des commandants subalternes, où il reçoit le grade de sous-officier radio-opérateur. En juillet 1942, il est envoyé au combat. Il est blessé pour la première fois près de Stalingrad. En août 1943, près de Kharkov, il est blessé une seconde fois, par un fragment d'obus, cette fois gravement, et est évacué vers l'hôpital de la région de oblast de Penza, où il reste jusqu'au 17 janvier 1944. Déclaré handicapée, Vladimir Tendriakov rentre chez lui et travaille comme enseignant à Podossinovets, puis, sur les conseils de son ami écrivain Arkady Filev (1915-1976), il se fait embaucher comme secrétaire du comité du Komsomol de district de Podossinovets.
En 1945, il s'installe à Moscou. À l'automne 1945, il entre à l'Institut national de la cinématographie (VGIK) à la faculté des arts, mais un an plus tard, il passe à l'Institut de littérature Maxime-Gorki, où il participe aux séminaires littéraires Constantin Paoustovski. Il en sort diplômé en 1951.
Membre du PCUS (b) depuis 1948.
Le premier récit de Vladimir Tendriakov, L'Histoire de mon peloton, est publié en 1947 dans l'Almanach des jeunes écrivains. Puis ses écrits sont publiés par le magazine Ogoniok, dans lequel de 1951 à 1953 Tendriakov travaille comme correspondant indépendant avec Vladimir Soloukhine et Alexander Rekemtchouk. Il collabore aussi avec la revue Smena. Depuis 1955, il devient écrivain professionnel, se consacrant complètement à l'œuvre littéraire.
En 1954, le magazine Novy Mir publie sa nouvelle Mal tombé, et deux ans plus tard, son premier grand roman Le Nœud serré, dont la version du magazine est intitulée Sasha entre dans la vie.
Depuis les années 1960, presque toutes les œuvres de Tendriakov sont confrontées à la censure soviétique. Beaucoup d'entre elles n'ont été publiés qu'à l'aube de la perestroïka, après la mort de l'écrivain. .
Depuis 1964, il est membre du comité de rédaction de la revue Science et Réligion.
En 1966, avec 25 autres représentants de la culture et des sciences il signe la lettre ouverte au secrétaire général du Comité central du PCUS, Léonid Brejnev, contre la réhabilitation de Joseph Staline, publiée le 14 février 1966.  
Membre du conseil d'administration de l'Union des écrivains soviétiques - élu en 1967, réélu en 1971, 1976 et 1981.
Il meurt le 3 août 1984 des suites d'un accident vasculaire cérébral. Il est enterré à Moscou au cimetière de Kountsevo.

## Œuvres
- V. Tendriakov, Lily Denis (traduction) Le prix des jours, Seuil, 1962
- V. Tendriakov, Lily Denis (traduction), Fondrières : Et autres nouvelles, Gallimard, 1967
- V. Tendriakov, Le Printemps s'amuse et autres nouvelles, Gallimard, coll. Littératures soviétiques, 1977  (ISBN 978-2070296712)
- V. Tendriakov, Marina Lewish (traduction), La nuit du bac, Editions modernes Media 1979
- V. Tendriakov, Anna Mouradova (traduction), Parania, édition Hor Yezh, 1998,  (ISBN 2-86863-107-X)
- V. Tendriakov, Bernadette du Crest (traduction), La Trouvaille, Borealia, 2016  (ISBN 979-1093466132)

## Adaptations de ses œuvres au cinéma
- 2015 : Criminel (Находка) de Viktor Dement d'après La Trouvaille[4]